# Edna Hinnerson
Edna Helena Hinnerson, född Morawitz 1931 i Hamburg, Tyskland, död 2022 i Ystad, Sverige, var en tysk-svensk konstnär. Hinnerson var under en period medlem i det kvinnliga konstnärskollektivet Octaviagruppen.
Edna Hinnersson utbildade sig på Svenska slöjdföreningens skola i Göteborg, Anders Beckmans Skola i Stockholm, Internationale Sommarakademie i Salzburg och Sadie Bronfmans grafikskola i Montreal. Hon finns representerad vid Ystads Konstmuseum, Malmöhus Läns Landsting, Kristianstads Läns Landsting, Kristianstads museum, Skaraborgs Läns Landsting, Staden Salzburgs samlingar, Goethe Institut Bangkok, Sjöbo Kommun, Laholms Kommun, Statens Konstråd, Kronobergs Läns Landsting och Hallands Läns Landsting.